# Aléxandros Agrótis
Aléxandros Agrótis (grec moderne : Αλέξανδρος Αγρότης), né le 30 août 1998, est un coureur cycliste chypriote.

## Biographie
En 2016, Aléxandros Agrótis devient double champion de Chypre juniors, dans la course en ligne et le contre-la-montre. Il se classe également troisième d'une étape du Tour du Valromey, sous les couleurs du CR4C Roanne. La même année, il représente son pays lors des championnats d'Europe et des championnats du monde juniors.
En 2017, il est sacré champion de Chypre sur route chez les élites. Il dispute par ailleurs les Jeux des petits États d'Europe à Saint-Marin. L'année suivante, il termine notamment huitième de la course en ligne des Jeux méditerranéens et dixième du Tour international de Rhodes.
En juillet 2022, il intègre l'équipe continentale Israel Cycling Academy, réserve de la formation World Tour Israel-Premier Tech.

## Palmarès et résultats

### Palmarès par année
- 2015
  - 2e du championnat de Chypre du contre-la-montre juniors
  - 2e du championnat de Chypre sur route juniors
- 2016
  -  Champion de Chypre sur route juniors
  -  Champion de Chypre du contre-la-montre juniors
- 2017
  -  Champion de Chypre sur route
  - 2e du championnat de Chypre du contre-la-montre
- 2018
  - 2e du championnat de Chypre du contre-la-montre
- 2023
  - 3e du championnat de Chypre du contre-la-montre
- 2024
  - 3e du championnat de Chypre du contre-la-montre
- 2025
  - 2e du championnat de Chypre du contre-la-montre

### Classements mondiaux
| Année                                 | 2017  | 2018  | 2019 | 2020 | 2021 | 2022  | 2023  | 2024 |
| ------------------------------------- | ----- | ----- | ---- | ---- | ---- | ----- | ----- | ---- |
| Classement mondial                    | 1228e | 1492e | nc   | nc   | 959e | 1569e | 2052e | 755e |
| UCI Europe Tour                       | 802e  | 951e  |      |      |      |       |       |      |
|                                       |       |       |      |      |      |       |       |      |
| Légende : nc = non classéSource : UCI |       |       |      |      |      |       |       |      |